# Lejch
Lejch (v češtině se objevuje i francouzský termín lai a německý leich) je středověký žánr veršované poezie psané v lidovém jazyce. Lejchy měly obvykle osmislabičné metrum a často byly zpívány. První významnou autorkou lejchů byla Marie de France, která v letech 1165 až 1175 takto zpracovala dvanáct milostných bretonských příběhů.

## Autoři
K známým autorům lejchů patří:
- Adam de Givenchi
- Karel I. z Anjou
- Karel Orleánský
- Gautier de Coinci
- Gautier de Dargies
- Guillaume de Machaut
- Guillaume li Vinier
- Marie de France
- Philippe le Chancelier
- Philippe de Vitry (nejisté)
- Thomas Herier